# Córdoba–Málaga-vasútvonal
A Córdoba–Málaga-vasútvonal egy 1668 mm-es nyomtávolságú, részben kétvágányú, 3000 V egyenárammal villamosított, 188,8 km hosszúságú vasútvonal Spanyolországban Córdoba és Málaga között.  Maximális sebesség a vonatoknak 160 km/h.
Tulajdonosa az ADIF, a járatokat az RENFE üzemelteti.
Ez a vonal volt az egyetlen vasútvonal Madrid és Málaga között, amíg nem nyílt meg 2013-ban a Córdoba–Málaga nagysebességű vasútvonal. Miután a távolsági forgalom eltűnt a hagyományos vonalról csak regionális és elővárosi járatok maradtak.
A Cercanías Málaga C1-es járatai közlekednek rajta Málaga és Álora között és regionális vonatok Málaga és Ronda között Bobadillán keresztül. 2013 óta, a nagysebességű AVE járatok 2007-es elindulása miatt, a Córdoba és Bobadilla közötti szakaszon a személyszállítás megszűnt és csak tehervonatok használják.